# Shōzō Shimamoto

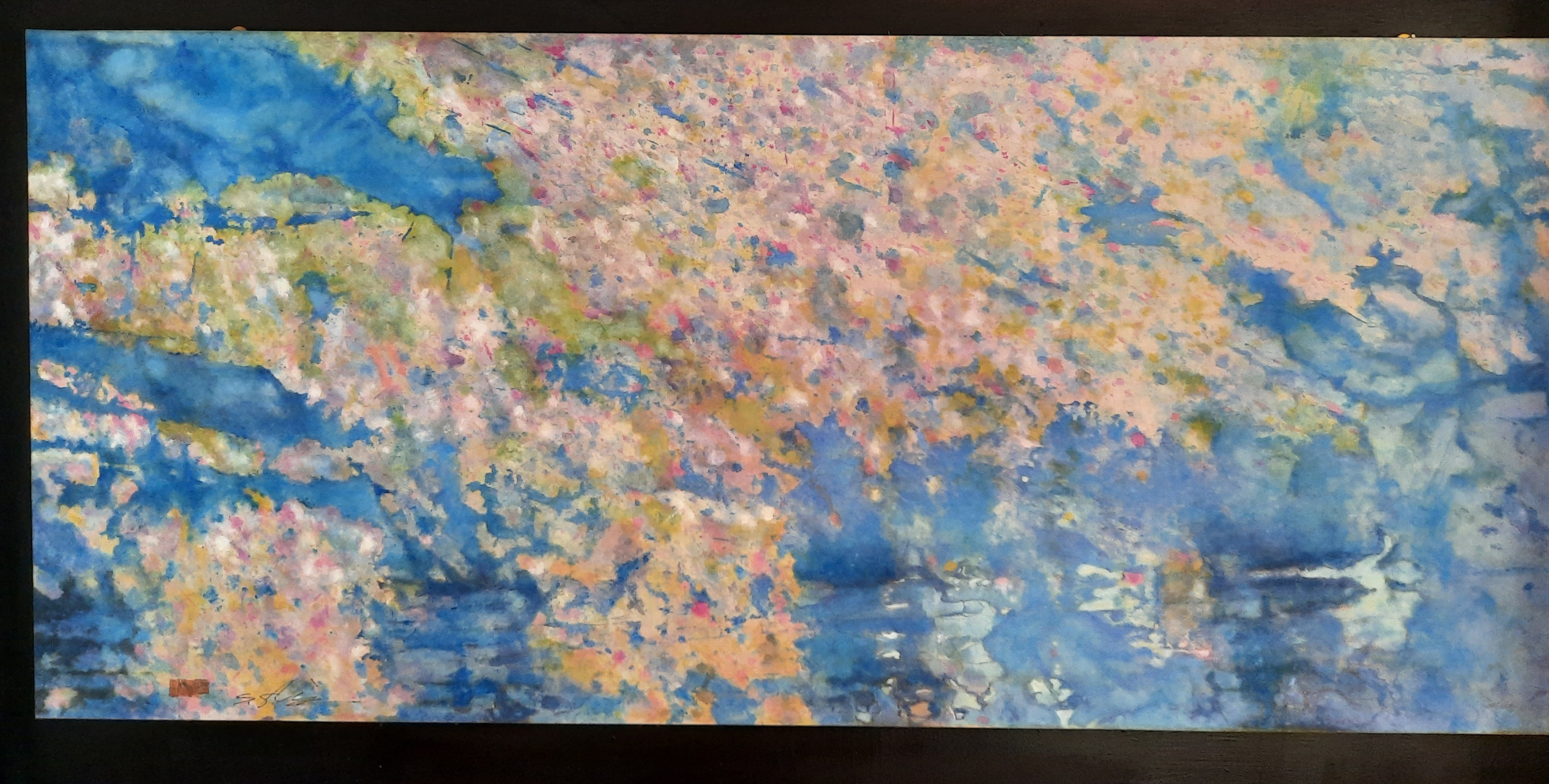
Dipinto di Shōzō Shimamoto, Bottiglia rotta, tecnica mista su tela.

Shōzō Shimamoto  (嶋本 昭三?, Shimamoto Shōzō) (Osaka, 22 gennaio 1928 – 25 gennaio 2013) è stato un artista contemporaneo giapponese.

## Biografia
È stato membro e fondatore del movimento d'avanguardia Gutai, fondato nel 1954. Suoi lavori sono in collezioni di musei come la Tate Gallery e la Tate Modern (a Londra e a Liverpool) e il Hyogo Prefectural Museum of Art a Kobe, Giappone. Il critico del New York Times Roberta Smith lo ha definito come uno degli sperimentatori più audaci e indipendenti della scena dell'arte del dopoguerra negli anni cinquanta. 
Internazionalmente noto anche nel circuito della "Mail Art", della quale è stato un pioniere, Shimamoto ha fortemente contribuito a rinnovare la fortissima tradizione dell'arte giapponese alla luce degli avvenimenti nella nuova dimensione del dopoguerra e del dopo bomba atomica. Con gli altri membri del Movimento, Shimamoto ha sovvertito l'idea che tutti avevano dell'arte giapponese floreale e decorativa creando così una cultura figurativa completamente nuova. Gutai, del resto, è una parola che in giapponese significa conflitto tra materia e spirito, e Gutai ha prodotto, infatti, una rottura con l'arte spirituale introducendo l'aspetto della materia nel rapporto con la dimensione lacerata dei tempi attraverso la forte frattura con la tradizione e non poteva essere diverso dopo Hiroshima e Nagasaki.
Shimamoto mediante “cannonate”, dripping, tagli e buchi della tela ha creato una nuova spazialità bidimensionale. L'artista giapponese è stato, nel '54 a Osaka, un membro dinamico del movimento d'avanguardia Gutai, fondato da Jiro Yoshihara, ed ha propugnato un uso spregiudicato dei materiali enfatizzando il gesto e l'evento artistico fino a sconfinare nella spettacolarità anticipando, in tal modo, il rito degli happenings negli anni Sessanta. Con estrema naturalezza Shimamoto è passato dai Buchi, all'Informale, dalla Mail Art alla Body Art, dalla performance alla fotografia.
Nato nel 1928, ha studiato con Jirō Yoshihara. Ha tenuto numerose mostre personali e collettive in tutto il mondo. Venne nel '63 in Italia per la prima volta per la mostra di Torino Continuità e avanguardia in Giappone; nel '66 espose in Olanda e a Parigi; nel ‘79 in Canada, all'Alberta World Simposium, dove presentò 10.000 quotidiani; nell'85 mise in mostra opere col Gruppo Gutai a Madrid e viaggiò in dieci Paese dell'Est dove realizzò performance. Nell'86 fu invitato per la mostra Avanguardia Giapponese al Centre Pompidou; nell'87 realizzò una performance a Dallas per il centenario della nascita di Marcel Duchamp e nell'88 fu chiamato nelle Filippine per delle installazioni.
Nel 1990 , in occasione della grande mostra al Movimento d'avanguardia Gutai, la Galleria d'Arte Moderna di Roma gli ha acquistato la performance realizzata, in contemporanea su tela, Bottle throwing; nel '91 ha esposto in Germania, a Darmstadt. Nel ‘93 al Global Forum di Kyoto s'era fatto promotore di un happening di artisti di tutto il mondo, alla presenza del Dalai Lama, in cui una sua opera su un Tema ambientalista raggiungeva i duecento metri.
Nello stesso anno venne invitato alla Biennale di Venezia e tenne una personale ad Helsinki. Nel gennaio del 1993 è invitato a partecipare dal curatore indipendente Giacinto Di Pietrantonio alla mostra collettiva di progetti Territorio Italiano, Progetto d'Eternità per l'Arte Contemporanea, in cui si chiedeva ad una trentina di artisti di scegliere un luogo in Italia e pensare un'opera per esso. Shimamoto propone 2 stendardi con immagini del suo corpo-testa da installare sulle torri di San Gimignano. Ciò viene realizzato nel settembre dello stesso anno sostenuto dalla galleria Arte Continua che presenta anche una sua mostra personale con opere-manifesto. Nel '94 partecipò alla mostra Arte giapponese dopo il '45 su invito del Guggenheim Museum di New York. Nel '95 ha realizzato il suo “funerale in vita” col rito Buddista mentre dodici monaci recitavano un sutra. È stato nominato Presidente dell'Organizzazione dell'Arte e della Cultura per i disabili.
Nel '96 Ben Porter, il fisico nucleare responsabile del Manhattan Project, lo propone per il Premio Nobel per la Pace. Nel '98 al MOCA di Los Angeles ha tenuto l'antologica Out of Action: between objects and performance 1949-1979. Dal 2000 e fino al 2011 gli sono state organizzate in Italia numerose mostre personali durante le quali si è esibito nelle sue indimenticabili performance" 
In una delle rare interviste rilasciate da Shimamoto ad Anna Maria Di Paolo per "Stile" nel 2000, il Maestro giapponese ha sostenuto che esiste una relazione diretta tra le proprie opere e il Taoismo.

## Esibizioni
2011
PERSONALI E PERFORMANCE
"Bottle Crash" Performance, Corso Garibaldi Palazzo Magnani, Reggio Emilia
2008_PERSONALI E PERFORMANCE_"Shozo Shimamoto. Samurai, acrobata dello sguardo” at the Museo d'Arte Contemporanea Villa Croce, Genoa. Organized by ABC-ARTE. Performance in Palazzo Ducale e Palazzo Ferretto, 2008 Genova
2008
PERSONALI E PERFORMANCE
"Vento d'Oriente", mostra e performance, Certosa di San Giacomo, Capri
2007
PERSONALI E PERFORMANCE
"Bottle Crash", performance, Chiostro Di San Nicolo', Venezia in collaborazione con la Associazione bb.cc. Onlus di Venezia.
"Felissimo" Performance, Kobe Fashion Museum https://www.youtube.com/watch?v=9FHodw5jI7Q, curate dall’Architetto Luigi de Marchi,
2006
PERSONALI E PERFORMANCE
"Shozo Shimamoto": Napoli 26-27-28 maggio 2006
COLLETTIVE
"Zero. Avant-garde Internationale des années 1950-60", Musée Saint Etienne Metropole, Saint Etienne; Stiftung Museum Kunst Palast, Düsseldorf
2005
PERSONALI E PERFORMANCE
Performance in elicottero, Trevi
Mostra, Reggio Emilia
COLLETTIVE
"Gutai e Au", Modena
"Size", Udine
2004
PERSONALI E PERFORMANCE
1°Performance in elicottero a Ronchi Dei Legionari (Udine) Archiviato il 3 agosto 2017 in Internet Archive. organizzata dall'Associazione bb.cc. Onlus di Venezia ed è stata curata dall’Architetto Luigi de Marchi, come evento realizzato e organizzato in contemporanea alla Mostra "Shozo Shimamoto: dal Gutai a Proxima 1955-2004" e Performance
"Nyotaku", Galleria Internazionale d'Arte Contemporanea, Ca' Pesaro, Venezia
COLLETTIVE
"Traces: body and idea in contemporary art", National Museum of Modern Art, Kyoto; National Museum of Modern Art, Tokyo
2003
PERSONALI E PERFORMANCE
50ª Biennale di Venezia, Venezia, curatore l’Architetto Luigi de Marchi, 
2001
COLLETTIVE
"Le Tribù dell'Arte", curatore Achille Bonito Oliva, Galleria Nazionale d'Arte Moderna, Roma
2000
COLLETTIVE
"Sentieri interrotti. Crisi della rappresentazione e iconoclastia nelle arti dagli anni Cinquanta alla fine del Secolo", Bassano del Grappa
1999
PERSONALI E PERFORMANCE
48ª Biennale di Venezia, Venezia
COLLETTIVE
"Gutai", Galerie Nationale du Jeu de Paume, Parigi
1998
COLLETTIVE
"Out of Actions: Between Performance and the Objects, 1949-1979", Museum of contemporary Art, Los Angeles;
Osteirresches Museum fur angewandte Kunst, Vienna; Museu d'Art Contemporani, Barcellona; Tokyo City Museum of Art
1997
PERSONALI E PERFORMANCE
"Shozo Shimamoto, Gutai-Works", mostra e performance, Hundertmark Gallery, Colonia
COLLETTIVE
"Scene of the crime", Armand and Hammer Museum, UCLA
"Gravity: Axis of Contemporary Art", National Museum of Art, Osaka
1994
PERSONALI E PERFORMANCE
"Art Party and Works", Hankyu Departement Store, Kobe
COLLETTIVE
"Japanese Art after 1945: scream against the sky", Museum of Art of Yokohama, Guggenheim Museum, New York; San Francisco Museum of Modern Art, San Francisco
1993
PERSONALI E PERFORMANCE
Mostra Shozo Shimamoto, Sankaku Park, Fenice Gallery, Osaka Performance ed esposizione, Helsinki 45ª Biennale di Venezia, Venezia
COLLETTIVE
"Gutai II -1959-1965", Ashiya City Museum of Art & History, Ashiya
"Gutai III- 1965-1972" Ashiya City Museum of Art & History, Ashiya
"Gutai 1955-1956-The contemporary Japanese art finds a second breath", Penrose Institute of Contemporary Arts, Tokyo; Kirin Plaza, Osaka
"Gutai Suite", Palais des Arts, Tolosa
1992
COLLETTIVE
"Avant-garde japanese Gutai" Miyagi Museum of Art, Miyagi
"Gutai I -1954-1958", Ashiya City Museum of Art & History, Ashiya
"Open-air Exhibition: a new way" Parc d'Ashiya, Ashiya
1991
COLLETTIVE
"Gutai Japanische Avantgarde 1954-1965" Institude Mathildenhohe, Darmstadt
1990
COLLETTIVE
Shoto Museum of Art, Tokyo
"Giappone all'avanguardia. Il Gruppo Gutai negli anni Cinquanta",
Galleria Nazionale d'Arte Moderna, Roma
1986
COLLETTIVE
"Japon des avant gardes: 1910-1970", Centre Georges Pompidou, Parigi
1985
COLLETTIVE
"Yoshihara and Gutai, 1954-1972", Cultural Center, Ashiya
"Action, Emotion. Peinting: Informal, Cobra, Gutai", Museum of Modern Art, Osaka
"Reconstructions: Avant-Garde Art in Japan 1945-1965", Museum of Modern Art, Oxford
"Grupo Gutai: Pintura y Acciòn", Museo Espanol de Arte Contemporàneo, Madrid; Muszej Savremene Umetnosti, Belgrado; Museum of Modern Art, Kobe
1984
PERSONALI E PERFORMANCE
Performance, Hundertmark Gallery, Colonia
1983
COLLETTIVE
"6 Artists of Gutai/Artists' Union" Municipal Art Gallery, Itami
1982
COLLETTIVE
"Toward the Museum of Tomorrow- Live Art Theater ", Museum of Modern Art, Kobe
1981
PERSONALI E PERFORMANCE
Exhibition, Center of Contemporary Art, Osaka
COLLETTIVE
"Directions in Post-War Art I- The 1950s- Gloom and Shafts of Lights", Museum of Modern Art, Tokyo
1979
COLLETTIVE
"After Yoshihara and Gutai", Museum of Modern Art, Kobe
1976
COLLETTIVE
"Today's Notion of Space", Municipal Art Gallery, Yokohama
"18 years Art Gutai", Prefectural Art Gallery, Osaka
1972
PERSONALI E PERFORMANCE
Exhibition, Galeria Sobrad, Sao Paolo
Exhibition, Muramatsu Gallery, Tokyo
1970
COLLETTIVE
Pavilion Gutai, Expo, Osaka
1969
COLLETTIVE
"9 Contemporary japanese art Exhibition", Tokyo Museum, Tokyo
1966
COLLETTIVE
"2 e Salon International des galeries pilotes", Losanna
1965
COLLETTIVE
"Nul Negentienhonderd vijf en Zegtig", Stedelijk Museum, Amsterdam
1962
PERSONALI E PERFORMANCE
Mostra personale, Pinacoteca Gutai, Osaka
1961
COLLETTIVE
"Continuité et avant-garde au Japon", International Center of Aesthetic Research, Torino
1960
COLLETTIVE
"International Sky Festival", Great Stores Takashimaya, Osaka
1959
COLLETTIVE
"Arte Nuova: Esposizione Internazionale di Pittura e Scultura", Circolo degli Artisti, Palazzo Graneri, Torino
"15 contemporary Japanese artists introduced by Michel Tapié", Gendai Gallery, Tokyo
1958
COLLETTIVE
"Second Gutai stage Exhibition", Center Asahi, Osaka
"The new painting in the world. Informal and Gutai", Great Stores Takashimaya, Osaka
1957
COLLETTIVE
"Gutai stage Exhibition", Center Sankei, Osaka, Center Sankei, Tokyo
"1st Exhibition of young talents Asahi", Great Stores Takashimaya, Osaka
1956
COLLETTIVE
"2nd Gutai Open-air Exhibition", Ashiya
"2nd Art Gutai Exhibition", Center Ohara, Tokyo
1955
COLLETTIVE
"1st Gutai Open-air Exhibition", Ashiya
"1st Art Gutai Exhibition", Center Ohara, Tokyo